# 圣马丁大村
圣马丁大村是西班牙卡斯蒂利亚-莱昂巴利亚多利德省的一个市镇。总面积54平方公里，总人口1588人（2001年），人口密度29人/平方公里。